# Mihaela Petrilă
Mihaela Petrilă (7 maja 1991 w Pașcani) – rumuńska wioślarka.

## Osiągnięcia
- Mistrzostwa Świata Juniorów – Pekin 2007 – czwórka podwójna – 10. miejsce[1].
- Mistrzostwa Świata Juniorów – Linz 2008 – jedynka – 4. miejsce[1].
- Mistrzostwa Świata Juniorów – Brive-la-Gaillarde 2009 – dwójka bez sternika – 1. miejsce[1].
- Mistrzostwa Europy – Montemor-o-Velho 2010 – dwójka podwójna – 7. miejsce[1].
- Igrzyska olimpijskie - Rio de Janeiro 2016 - ósemka kobiet - 3. miejsce[1].
- Mistrzostwa Europy - Račice 2017 - ósemka kobiet - 1. miejsce[1].
- Mistrzostwa Świata - Sarasota 2017  - ósemka kobiet - 1. miejsce[1].